# Condado de Ropczyce-Sędziszów
Condado de Ropczyce-Sędziszów (em polonês: powiat ropczycko - sędziszowski) é um powiat (condado) da Polônia, na voivodia da Subcarpácia. A sede do condado é a cidade de Ropczyce. Estende-se por uma área de 548,89 km², com 71 125 habitantes, segundo o censo de 2005, com uma densidade de 129,58 hab/km².

## Divisões admistrativas
O condado possui:
Comunas rurais-urbanas: Ropczyce, Sędziszów Małopolski
Comunas rurais: Iwierzyce, Ostrów, Wielopole Skrzyńskie
Cidades: Ropczyce, Sędziszów Małopolski

## Demografia
População (dados de 30 de Junho de 2005):
|          | Total   | Total | Mulheres | Mulheres | Homens  | Homens |
| -------- | ------- | ----- | -------- | -------- | ------- | ------ |
|          | pessoas | %     | pessoas  | %        | pessoas | %      |
| Total    | 71 125  | 100   | 35 936   | 50,5     | 35 189  | 49,5   |
| Cidades  | 22 183  | 100   | 11 307   | 51       | 10 876  | 49     |
| Povoados | 48 942  | 100   | 24 629   | 50,3     | 24 313  | 49,7   |